# Limnephilus granti
Limnephilus granti är en nattsländeart som beskrevs av Nimmo 1991. Limnephilus granti ingår i släktet Limnephilus och familjen husmasknattsländor. Inga underarter finns listade i Catalogue of Life.